# ميلوراد أرسينييفيتش
ميلوراد أرسينييفيتش بالصربية: Милорад Арсениевич (6 يونيو 1906 – 18 مارس 1987) لاعب ومدرب كرة قدم صربي راحل .
ولد أرسينييفيتش في مدينة سميديريفو ولعب 52 مباراة دولية مع منتخب يوغوسلافيا كما شارك في بطولة كأس العالم لكرة القدم 1930 ثم تولى تدريب منتخب بلاده في بطولة 1950 .

## وصلات خارجية
- ميلوراد أرسينييفيتش على موقع الاتحاد الدولي (مؤرشف)  (الإنجليزية)
- ميلوراد أرسينييفيتش على موقع قاعدة بيانات كرة القدم.إي يو (الإنجليزية)
- ميلوراد أرسينييفيتش على موقع ناشيونال فوتبول تيمز (الإنجليزية)
- ميلوراد أرسينييفيتش على موقع عالم كرة القدم.نت (الإنجليزية)
- ميلوراد أرسينييفيتش على موقع أوليمبيديا (الإنجليزية)
- هذا موقع منتخب صربيا لكرة القدم